# شورای بین‌المللی پرستاران
شورای بین‌المللی پرستاران (به انگلیسی: International Council of Nurses(ICN)) فدراسیونی با بیش از ۱۳۰ انجمن ملی پرستاری است که در سال ۱۸۹۹ تأسیس و اولین سازمان بین‌المللی برای متخصصین مراقبت‌های بهداشتی بوده و مقر این سازمان در ژنو سوئیس می‌باشد.
- اهداف این سازمان گردآوری سازمانهای پرستاری سراسر جهان در یک قالب، جهت پیشبرد وضعیت اجتماعی و اقتصادی پرستاری جهت نفوذ جهانی در سیاست‌های بهداشت داخلی می‌باشد.[۱]
- عضویت به یک سازمان پرستاری در هر کشور محدود بوده و در بیش تر موارد، این انجمن پرستاری ملی (مانند انجمن پرستاران آمریکا، انجمن پرستاری و مامایی اسلواکی یا انجمن پرستاری نپال) تشکیل می‌شود.
- ایران در رتبه ۱۴ سازمان بین‌المللی پرستاری قرار دارد.[۲]